# Peter Pype
Peter Pype (Leuven, 17 oktober 1982) is een Vlaamse acteur, radio- en tv-presentator, auteur en gewezen 'wrapper' voor Ketnet.

## Biografie
Peter Pype groeide op in een landelijke gemeente in het Mechelse. Hij studeerde in het middelbaar Latijn-Wiskunde aan het Don Bosco-instituut in Haacht. Nadat hij zijn diploma had behaald, vertrok hij naar Brussel om aan het RITS de opleiding radio te volgen.
Nog tijdens zijn opleiding begon Pype als nieuwslezer bij FM Brussel. Hij heeft ook nog een poos voor TV Brussel gewerkt. In 2004 werd hij finalist in de Good Luc Show, een talentenjacht op Studio Brussel met Luc Janssen als presentator, maar hij verloor de finale tegen Kobe Ilsen. In 2007 speelde hij een gastrol als Kevin in En Daarmee Basta.
Later dat jaar ging Pype aan de slag als 'wrapper' Peter bij Ketnet. Hij presenteerde GoGo Stop, Hij komt, hij komt... De intrede van de Sint, Shoot, de editie 2011 van Magic Circus Show en Peter kookt voor deze zender en speelde de hoofdrol in komische kortfilmpjes, zoals De Boomchirurg. De culinaire rubriek Peter kookt is naar hem genoemd. Op 20 september 2012 stopte Peter Pype als wrapper, naar eigen zeggen om zich op (jeugd)theater toe te leggen.
Tot zijn gastoptredens in Ketnet-programma's behoort een musicalachtig zingende Zeus in De Pretshow. In 2011 leidde hij, bijgestaan door collega-wrapper Veronique Leysen, de kinderjury die de prijs van de Vlaamse week tegen pesten toekende.
Sinds 2009 presenteert Pype op Studio Brussel Kvraagetaan.
Pype leverde ook de achtergrondcommentaarstem voor (de Vlaamse versie van) programma's zoals Wat een beest. Ook op Ketnet Radio sprak hij geregeld commentaar in.
In de VTM-reeks Clan (2012) kreeg hij de bijrol van Tom.
In 2012 ging hij aan de slag bij Eén als reporter voor Vlaanderen Vakantieland.
In november 2012 presenteerde hij zijn eerste luisterverhaal, "Niels", geschreven door Peter Spaepen en uitgegeven bij Lannoo, op de Antwerpse Boekenbeurs.
Pype is afgestudeerd aan de opleiding docent-regisseur aan de toneelacademie in Maastricht. Daarnaast treedt hij ook op met theaterproducties van zijn eigen vzw: Waancel. Momenteel studeert hij aan het LUCA School of Arts campus Lemmens de opleiding jazz-drum.
Huidig (anno 2025):
Lee Arrendell · Thomas De Smet · Nona 't Jolle · Nidal van Rijn · Emma Vanthielen
Voormalig (1997–2024):
Jelle Cleymans (2002–2007) · Staf Coppens (1999–2004) · Karolien Debecker (2006–2009) · Veerle Deblauwe (2003–2006) · Sam De Bruyn (2009) · Niels Destadsbader (2009–2014) · Ianka Fleerackers (1998–2001) · Tom Gernaey (2006) · Sander Gillis (2012–2023) · An Jordens (1998–2005) · Melvin Klooster (2006–2012) · Heidi Lenaerts (2006–2007) · Friedl' Lesage (1997–1998) · Charlotte Leysen (2011–2019) · Véronique Leysen (2009–2013) · Kristien Maes (2007–2012) · Gloria Monserez (2020-2024) · Sarah Mouhamou (2014-2025) · Leonard Muylle (2012–2018) · Sven Ornelis (1997–1999) · Peter Pype (2004–2012) · Ben Roelants (2009) · Mark Tijsmans (1997–2002) · Héritier Tipo (2022–2024) · Thomas Van Achteren (2015–2022) · Katrien Van Deuren (1998–1999) · Peter Van de Veire (1997–2002) · Steven Van Herreweghe (1997–2002) · Kobe Van Herwegen (2006–2011) · Ilse Van Hoecke (1998–2004) · Gitte Van Hoyweghen (1997–2001) · Britt Van Marsenille (2004–2008) · Sofie Van Moll (2001–2007) · Erika Van Tielen (2003–2006) · Henk Vermeulen (1998–2004) · Aron Wade (1998–2003) · Sien Wynants (2012–2022)